# Ernest Puget
Alfred Ernest Puget (Laigneville, 27 marzo 1836 – dopo il 1872) è stato un attivista francese.
Fece parte del Consiglio della Comune di Parigi.

## Biografia
Pittore su porcellana e anche contabile di banca, dall'assedio di Parigi, nel 1870, all'insurrezione del 18 marzo 1871 comandò il 157º battaglione della Guardia nazionale. Il 26 marzo fu eletto al Consiglio della Comune dal XIX arrondissement. Fece parte della Commissione lavoro e scambio, ma si dedicò soprattutto al comando della XIX legione della Guardia.
Partecipò in tale veste ai combattimenti della Settimana di sangue e alla caduta della Comune si rifugiò in Svizzera, dove visse, mentre la corte marziale di Versailles lo condannava a morte in contumacia il 10 gennaio 1873. S'ignora il luogo e la data della sua morte.